# 費蘭度·路蘭迪
費蘭度·路蘭迪·托利斯（西班牙語：Fernando Llorente Torres，西班牙語發音：[feɾˈnando ʎoˈɾente ˈtores]，1985年2月26日—）是一名已退役的西班牙足球運動員，司職前鋒。曾效力意甲球隊祖雲達斯。

## 生平
路蘭迪出身於一直只使用巴斯克人球員的畢爾包體育會，自11歲起已加入他們的青訓計劃。
2012年8月，路蘭迪拒絕與畢爾包競技簽訂新協議，這加劇了人們對他可能離開的猜測。
祖雲達斯2013年1月時確認了該名畢爾包射手將會於賽季完結後免費來投。
2021年1月27日，路蘭迪與烏甸尼斯簽訂了為期一年半的合約。

## 榮譽

### 球會
尤文圖斯
- 義大利甲組足球聯賽冠軍：2013–14、2014–15、2015–16賽季
- 義大利盃冠軍：2014–15賽季
- 義大利超級盃冠軍：2013、2015年

 塞維利亞
- 歐足總歐洲聯賽冠軍：2015–16賽季

 那不勒斯
- 義大利盃冠軍：2019–20賽季

### 國家隊
西班牙
- 國際足總世界盃冠軍：2010年
- 歐洲國家盃冠軍：2012年

### 個人
- 國際足總U-20世界盃銀靴獎：2005年

## 外部連結
- 費蘭度·路蘭迪在BDFutbol中的档案
- Soccerway資料庫：費蘭度·路蘭迪
- 足球数据库：費蘭度·路蘭迪的球员统计数据
- 費蘭度·路蘭迪在 National-Football-Teams.com 上的出场纪录
- 費蘭度·路蘭迪 – FIFA國際賽競賽紀錄 (存檔)
- 費蘭度·路蘭迪－UEFA國際賽競賽紀錄
- 官方网站
- 西甲職業數據 （页面存档备份，存于） （西班牙文）
- 畢爾包球員資料